# Czesław Jankowski

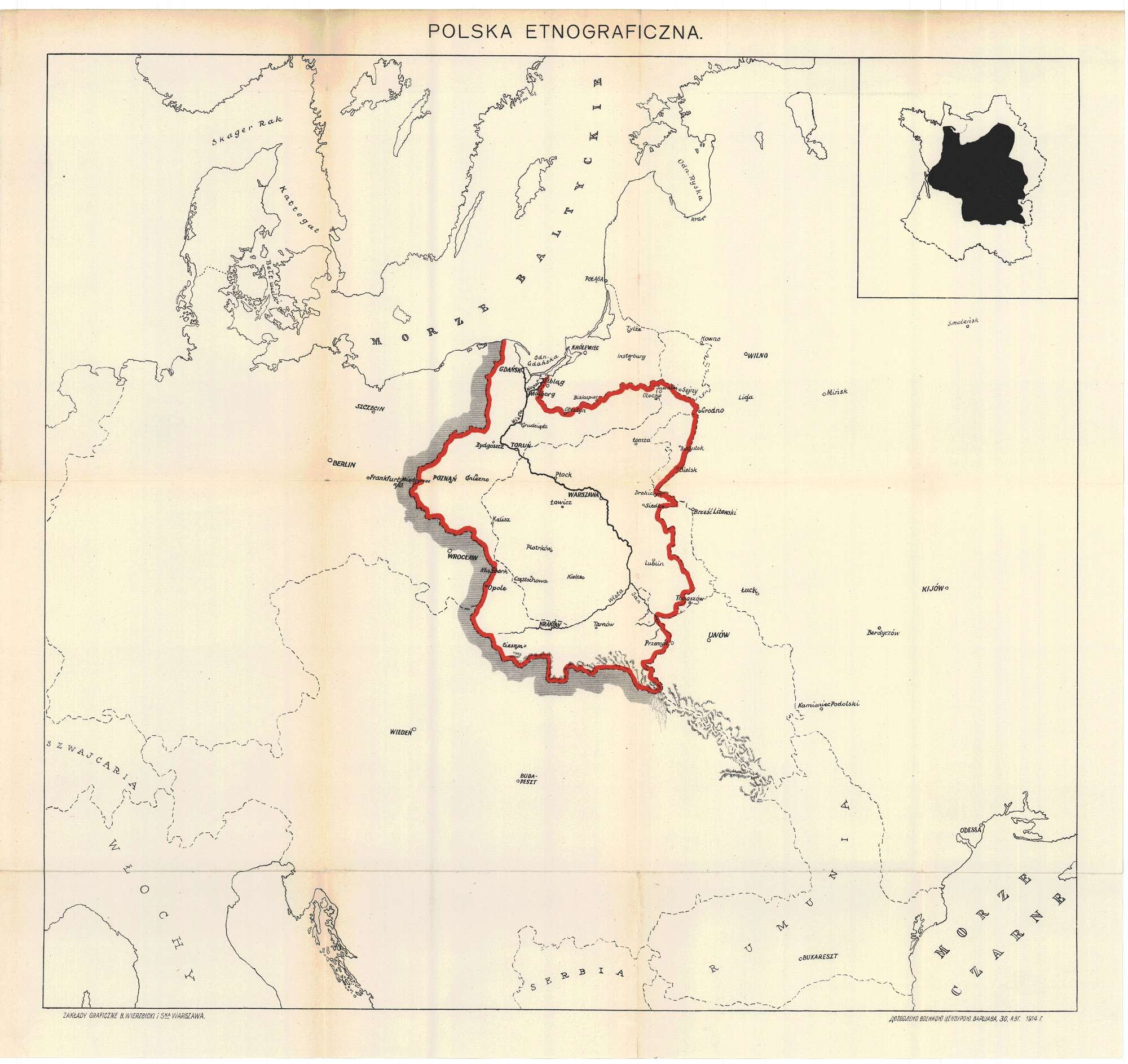
Polska etnograficzna w 1914 roku autorstwa Czesława Jankowskiego

Czesław Jankowski, ps. Czesław, Litwin (ur. 9 grudnia 1857 w Oszmianie, zm. 6 października 1929 w Wilnie) – polski poeta, krytyk, publicysta, historyk, krajoznawca, działacz społeczny.

## Życiorys
Urodził się w rodzinie Karola (1827–1887) i Wandy z Benisławskich h. Pobóg. Edukację podstawową pobierał w domu u szwajcarskiego guwernera oraz matki. W latach 1870–1877 uczył się w Mitawie (obecnie Jełgawa na Łotwie) w gimnazjum klasycznym z niemieckim językiem wykładowym. Studia wyższe w zakresie filologii rosyjskiej podjął na wydziale filologiczno-historycznym Cesarskiego Uniwersytecie Warszawskim (1877–1879), a kontynuował je na wydziale filozoficznym Uniwersytetu Jagiellońskiego (1879–1882).
Mieszkał i pracował głównie w Wilnie, rzadziej w Warszawie. Pisał pod pseudonimami: Czesław, Litwin. W 1906 roku uzyskał mandat Dumy. Od 1907 r. był redaktorem wileńskiego Głosu Polskiego. Współpracował z wileńskimi konserwatystami. Jest autorem m.in. przekładu sekwencji Stabat Mater dolorosa, wykorzystanego w sławnym opracowaniu muzycznym Karola Szymanowskiego - przekład ten błędnie bywa przypisywany Józefowi Jankowskiemu. Był prezesem utworzonego w 1925 r. wileńskiego oddziału Związku Zawodowego Literatów Polskich oraz Syndykatu Dziennikarzy Wileńskich.
W kwietniu 1919 r. objął posadę w administracji państwowej, jako kierownik Wydziału Prasowego Zarządu Cywilnego Ziem Wschodnich w Wilnie, który zajmował się monitorowaniem ukazujących się wydawnictw prasowych. Przewodniczył także tzw. Komitetowi Pasa Neutralnego – organowi polskiego Ministerstwa Spraw Zagranicznych, przygotowującego dla Ligi Narodów dokumentację dotyczącą Wileńszczyzny, do której pretensje rościli sobie Litwini.
Dwukrotnie żonaty. Z zawartego w 1886 r. małżeństwa z Marią Jasieńską miał dwie córki: Ewę (1889–1902) i Irenę, późniejszą drugą żonę Marcelego Szaroty. Niedługo przed śmiercią ożenił się z Jadwigą z Andrzejewskich.
Został pochowany na wileńskim cmentarzu Na Rossie, na tzw. Górce Literackiej (sektor 5a-6). 6 października 1933 r. został odsłonięty pomnik nagrobny autorstwa rzeźbiarza Bolesława Bałzukiewicza.

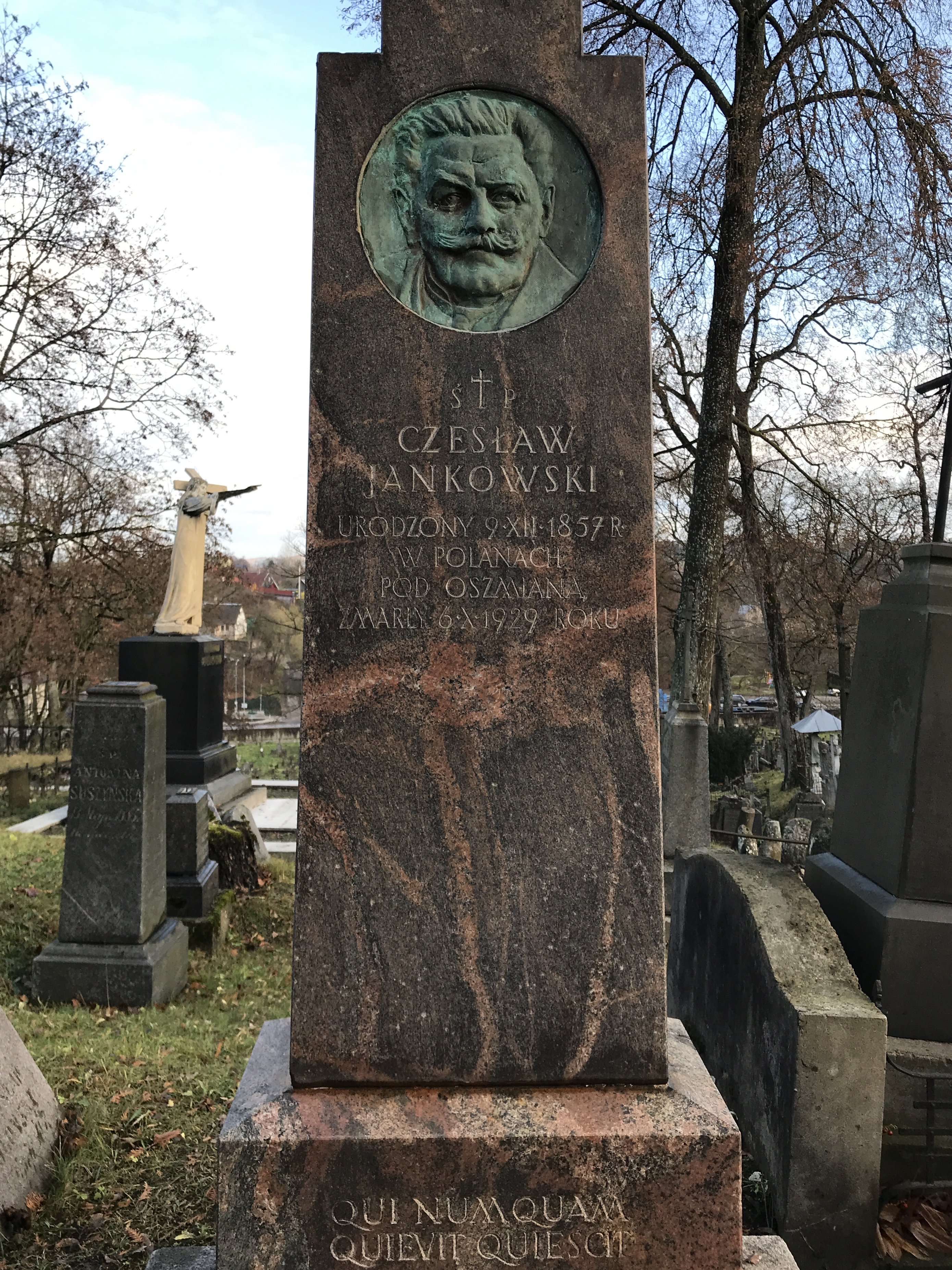
Nagrobek Czesława Jankowskiego na cmentarzu Na Rossie w Wilnie

Spuścizna rękopiśmienna Czesława Jankowskiego znajduje się w zbiorach Biblioteki Uniwersytetu Łódzkiego.

## Ordery i odznaczenia
- Krzyż Oficerski Orderu Odrodzenia Polski (28 kwietnia 1926)[5]
- Krzyż Komandorski Orderu Gwiazdy Rumunii (Rumunia)[2]

## Wybrane publikacje

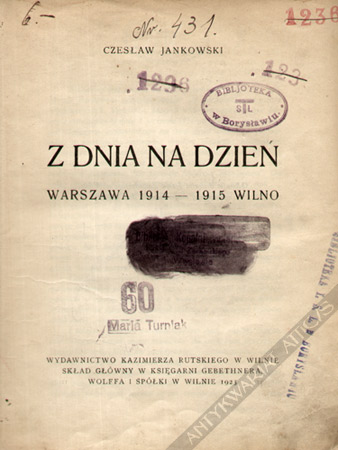
Z dnia na dzień

- Wilno w legendzie, 1928,
- Fundacja żemłosławska w województwie wileńskiem, 1926,
- Z dnia na dzień, 1923,
- Naród polski i jego ojczyzna, 1914,
- Sto lat temu: od lipca 1814 do lipca 1815, 1914,
- W ciągu dwóch lat...: przyczynek do dziejów prasy polskiej na Litwie, 1908,
- W podziemiach wielickich, 1903,
- Powiat oszmiański cz. 1-4, 1896–1900,
- Po Europie - kartki z podróży, 1893,
- Rymów nieco, 1892,
- Z notatek turysty, 1892,
- Sylwetki poetów, 1891, tom 1
- Capriccio - cykl arabesek, 1889,
- Arabeski - szkice prozą, 1883,
- Poezye III, 1884,
- Poezye II, 1881,
- Poezye, 1879